# World Professional Association for Transgender Health
De World Professional Association for Transgender Health (WPATH), opgericht in 1979 onder de naam Harry Benjamin International Gender Dysphoria Association, Inc. (HBIGDA), is een internationale organisatie die zich toelegt op het onderzoeken, begrijpen en behandelen van genderdysforie en andere genderstoornissen, die werkzaam zijn op gebieden als geneeskunde, psychologie, recht, welzijn, voorlichting, psychotherapie, familiestudies, sociologie, antropologie en seksuologie. 
De huidige president van WPATH is Marci Bowers. Er zijn een aantal regionale suborganisaties die onder WPATH vallen: USPATH (Verenigde Staten), EPATH (Europa), ASIAPATH (Azië), EPATH, PATHA (Nieuw-Zeeland) en AusPATH (Australië).

## Achtergrond
De WPATH is vooral bekend om haar publicatie Standards of Care for the Health of Transsexual, Transgender, and Gender-Nonconforming People (SOC), een handleiding voor Genderbevestigende zorg. WPATH biedt daarnaast ook informatie en ethische richtlijnen aan.
De Nederlandse kinderpsychiater Annelou de Vries is sinds 2023 voorzitter van EPATH. De Vries is hoofd van de genderkliniek bij het Amsterdam UMC. Ze schreef mee aan het SOC-8 protocol van WPATH.

## Standards of Care
De eerste publicatie van the Standards of Care (SOC-1) dateert van 1979. Nieuwe versies zijn gepubliceerd in 1980, 1981, 1990, 1998, 2001, en 2012. De huidige versie, The Standards of Care for the Health of Transgender and Gender Diverse People, Versie 8 (SOC-8), werd in 2022 gepubliceerd.

### Versie 6 (2001)
De 6e versie van het protocol werd gepubliceerd in 2001. Hierin wordt voorgesteld dat psychologen aantekeningen maken van de relevante geschiedenis van een patiënt, en dat dit nodig is voordat een patiënt een genderbevestigende operatie of hormoontherapie kan hebben. Drie van deze brieven zouden nodig moeten zijn voordat een patiënt een operatie aan hun genitaliën kan krijgen.
In deze versie van de Standards of Care waren er erg specifieke dingen nodig voordat een operatie toegestaan was, waaronder publiekelijk uitkomen. Voor een operatie op de genitaliën zijn in deze versie 6 "Aanmerkingscriteria" en "Voorbereidheidscriteria" waaraan voldaan moest worden, waardoor het krijgen van zo'n operatie erg lastig was voor veel patiënten. Een groot kritiekpunt op deze versie van de SOC is dan ook dat het recht op zorg van patiënten teruggehouden werd door dokters op basis van deze strenge criteria.

### Versie 7 (2012)
De 7e versie van het protocol werd gepubliceerd in 2012. Deze SOC bevat secties over de bestaansreden en het gebruik van de standaarden, de wereldwijde invulling van de SOC, het verschil tussen gender non-conformiteit en genderdysforie, epidemiologie, zorg voor kinderen, jongeren en volwassenen, mentale gezondheid, hormoontherapie, reproductieve gezondheid, spraak- en communicatietherapie, geslachtsaanpassende operaties, lange termijn voorkomende zorg, het toepassen van de SOC op geïnstitutionaliseerde patiënten, en het toepassen van de SOC op mensen met geslachtsontwikkelingsstoornissen.
Deze versie geeft ook aan dat de taal rond deze groepen constant verandert, en dat mensen die zich met een van deze labels identificeren of daarmee door dokters geïdentificeerd worden niet moeten worden gezien als verwarde personen. Verder wordt gezegd dat zorg voor deze patiënten moet focussen op het verminderen van genderdysforie, en wordt discriminatie op grond van genderidentiteit afgekeurd.
Net als eerdere versies zijn er nog steeds criteria voor het krijgen van een operatie of hormoontherapie waar eerst aan voldaan moet zijn, maar nieuw is meer nadruk op luisteren naar de wensen van de patiënt en het informeren en toestemming krijgen van de patiënt voor het geven van zorg.

### Versie 8 (2022)
De 8e en huidige versie van het protocol is gepubliceerd in 2022. De titel is "Standards of Care for the Health of Transgender and Gender Diverse People". Het bevat 18 hoofdstukken, waarvan hoofdstukken 12 tot 18 gaan over specifieke zorgingrepen. Het is ontwikkeld door een groep experts in verschillende velden, gebaseerd op de vorige versie en met gebruik van de Delphi-studie.
Nieuw in deze versie is aparte hoofdstukken voor de zorg bij kinderen en bij tieners. Het bevat ook geen specifieke leeftijden voor specifieke zorg, maar geeft aan dat bij iedere patiënt apart besloten moet worden. In een eerdere versie van deze SOC was het nog nodig om meerdere jaren te leven als een ander gender voordat er zorg mocht beginnen bij jongeren, maar na kritiek is dit uit het document gehaald. Voordat er zorg kan worden toegepast moeten jongeren echter nog wel een "uitgebreid diagnostisch onderzoek" doorstaan. Het Zweedse ministerie van gezondheid past hun eigen standaarden voor transgenderzorg bij minderjarigen toe die afwijkt van de SOC-8 aanbevelingen.
Er was ook kritiek omdat de nieuwe richtlijn rekening houdt met de mogelijkheid dat jonge mensen denken trans te zijn door sociale invloeden. Zo zei psychiater Dallas Ducar bijvoorbeeld dat deze passages de ongegronde mythe verspreiden dat kinderen gegroomd worden door trans mensen, die door Republikeinen gemaakt is om Democraten slecht te maken. Hij zei ook dat de organisatie meer moest focussen op gezondheidszorg in niet op een 'cultuuroorlog' moest ingaan. Verdere kritiek kwam van trans jongeren en tieners, die gefrustreerd zijn dat er niet genoeg wordt geluisterd naar hun ervaringen bij het opstellen van de richtlijnen, waaronder dat de voorgenoemde theorie door geinterviewde trans jongeren onzin was omdat zij gepest werden vanwege hun identiteit en het dus niet cool is.

### SOC-7 en SOC-8 in het politiek-maatschappelijk debat
Anno december 2023 hebben reeds 23 staten in de Verenigde Staten transgenderzorg op basis van de WPATH-zorgstandaarden beperkt of verboden. In Texas hebben 14 ouders van transgender jongeren de regering aangeklaagd tegen het verbieden van transgenderzorg.
Medische genootschappen in Frankrijk, Australië en Nieuw-Zeeland hebben afstand genomen van de vroege diagnosestelling van genderdysforie die in SOC-8 aanbevolen wordt.
Tijdens een debat in Schotland over hun nieuwe genderherkenningswet werd de SOC flink bekritiseerd. Tegenstanders van de wet focusten op een deel van de WPATH-zorgstandaarden waarin voorgesteld wordt dat eunuchen als een aparte genderidentiteit gezien moeten worden, en op connecties tussen de NHS Scotland en WPATH.

## Voorzitters
- Paul A. Walker, Ph.D. 1979-1981
- Donald R. Laub, M.D. 1981-1983
- Milton T. Edgerton, M.D. 1983-1985
- Ira B. Pauly, M.D. 1985-1987
- Aaron T. Bilowitz, M.D. 1987-1989
- Jan Walinder, M.D. 1989-1991
- Leah Schaefer, Ed.D 1991-1995
- Friedmann Pfaefflin, M.D. 1995-1997
- Richard Green, J.D., 1997-1999
- Alice Webb, DHS, 1999
- Eli Coleman, Ph.D., 1999-2003
- Walter Meyer III, M.D., 2003-2005
- Stan Monstrey, MD 2005 – 2007
- Stephen Whittle, OBE 2007-2009
- Walter O.Bockting, Ph.D., L.P., 2009–2011
- Lin Fraser, Ed.D., 2011–2013
- Jamison Green, Ph.D., 2013–2015
- Gail Knudson, M.D., FRCPC, 2016–2018
- Vin Tangpricha, M.D., Ph.D., 2018–2020
- Walter Pierre Bouman, M.D., Ph.D., 2020–2022